# إليزابيث بارلو روجرز
إليزابيث بارلو روجرز (بالإنجليزية: Elizabeth Barlow Rogers)‏ هي مهندسة معمارية ومهندسة المناظر الطبيعية أمريكية، ولدت في 1936.